# Лефевр, Франсуа (ювелир)
Франсуа Лефевр, или Ле Февр (фр. François Le Febvre) — французский рисовальщик, гравёр и ювелир, работал в 1635—1657 годах. Известен тем, что опубликовал два альбома гравированных рисунков для «репуссе» (фр. repoussé — перевод, передавливание), предназначенных для ювелиров и чеканщиков по серебру (в технике репуссе рисунок, чаще орнаментальный, создаётся «опусканием», продавливанием фона с помощью специальных рельефных деревянных матриц, а затем дополняется гравировкой). Композиции Франсуа Лефевра представляют собой характерный пример «большого стиля» эпохи правления короля Людовика XIV.